# Ramirezella lozanii
Ramirezella lozanii är en ärtväxtart som först beskrevs av Joseph Nelson Rose, och fick sitt nu gällande namn av Charles Vancouver Piper. Ramirezella lozanii ingår i släktet Ramirezella och familjen ärtväxter. Inga underarter finns listade i Catalogue of Life.